# Dermophis
Dermophis es un género de anfibios gimnofiones de la familia Caeciliidae.
El área de distribución de este género ocupa territorios desde el sur de México hasta el noroeste de Colombia. 

## Especies
Se conocen las siguientes especies:
- Dermophis costaricensis Taylor, 1955
- Dermophis donaldtrumpi
- Dermophis glandulosus Taylor, 1955
- Dermophis gracilior Günther, 1902
- Dermophis mexicanus (Duméril y Bibron, 1841): Tapalcua
- Dermophis oaxacae (Mertens, 1930): Cecilia oaxaqueña
- Dermophis occidentalis Taylor, 1955
- Dermophis parviceps (Dunn, 1924)